# 5 Geminorum
5 Geminorum är en orange jätte i stjärnbilden Tvillingarna.
5 Geminorum har visuell magnitud +5,82 och är synlig för blotta ögat vid god seeing. Den befinner sig på ett avstånd av ungefär 570 ljusår.